# Liolaemus capillitas
Liolaemus capillitas este o specie de șopârle din genul Liolaemus, familia Tropiduridae, descrisă de Hulse 1979. A fost clasificată de IUCN ca specie cu risc scăzut. Conform Catalogue of Life specia Liolaemus capillitas nu are subspecii cunoscute.